# Оздобник квінслендський
Оздобник квінслендський (Ptiloris paradiseus) — вид горобцеподібних птахів родини дивоптахових (Paradisaeidae).

## Поширення
Ендемік Австралії. Поширений на межі Квінсленда та Нового Південного Уельсу вздовж східного узбережжя країни між регіоном Бундаберг та околицями Ньюкасла, що робить його найпівденнішим видом дивоптахів. Мешкає у субтропічних і помірних лісах.

## Опис
Птах середнього розміру, завдовжки 29-30 см, вагою 86-155 г. Наявний статевий диморфізм. Самиця має коричневі крила, спину і хвіст, тоді як голова темно-коричнева з помаранчевою бровою, і живіт світло-коричневий з поодинокими перами, окантованими темним кольором. Самець має оперення шовковисто-чорного кольору, за винятком горла, грудей, центральних пір'я хвоста, чола та верхівки, які мають блискуче синьо-зеленувате забарвлення, тоді як на всій черевній ділянці по краях пір'я є синьо-зелені райдужні переливи, а на крилах і хвості вони стають пурпуровими. Внутрішня частина рота жовта. Пір'я на боках витягнуте та нитчасте. В обох статей очі карі, а ноги і дзьоб чорні.

## Спосіб життя
Активний вдень. Живиться плодами та комахами. Сезон розмноження триває з серпня по січень. Цей вид полігамний і демонструє складний ритуал залицяння. Під час шлюбного періоду самець займає добре очищену гілку посеред незарослої галявини. Самець закликає самиць свистящим співом. З появою самиці він здійснює ритуал залицяння: розводить крила вгору у вигляді півмісяця, погойдує головою праворуч і ліворуч, а тілом вгору-вниз, демонструючи яскраве оперення горла і грудей, при цьому самець наближається і ритмічно віддаляється від самиці. Якщо самиця доступна для спаровування, вона підпускає самця, в іншому випадку вона відходить від нього. Самиця, зазвичай, спостерігає за декількома самцями, перш ніж вибрати, з ким з них буде паруватися. Після спарювання самиця самостійно береться за будівництво чашоподібного гнізда, висиджування 2-3 яєць та вирощування потомства.